# Helene van Mecklenburg-Strelitz

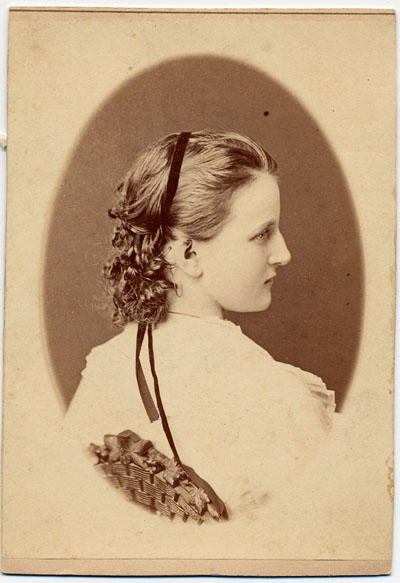
Hertogin Helene van Mecklenburg-Strelitz

Helene Marie Alexandra Elisabeth Augusta Catherine van Mecklenburg-Strelitz (Sint-Petersburg, 16 januari 1857 — Remplin, 28 augustus 1936) was een hertogin van Mecklenburg-Strelitz.
Helene was de enige dochter van hertog George August van Mecklenburg-Strelitz en grootvorstin Catharina Michajlovna van Rusland. Zelf trouwde ze op 13 december 1891 met prins Albert van Saksen-Altenburg, een zoon van Eduard van Saksen-Altenburg uit diens tweede huwelijk met prinses Louise van Reuss oudere linie. Albert was eerder getrouwd geweest met Maria Elisabeth Louise Frederika van Pruisen, de weduwe van de Nederlandse prins Hendrik. Zij was na de geboorte van hun jongste dochter in het kraambed overleden.
Helene en Albert kregen samen geen kinderen.